# Delf (canal)
Pour les articles homonymes, voir Delf.
Le Delf est une voie d'eau historique néerlandais du nord de la province de Groningue.

## Origines
Le Delf a probablement été creusé avant l'an 1000. Cette voie d'eau, ancêtre des canaux d'aujourd'hui, reliait l'Ems à Delfzijl au Reitdiep à Winsum. Le Delf avait deux fonctions :
- Il permettait une navigation commerciale sans passer par la mer, ce qui réduisait sérieusement les dangers de la navigation de l'époque,
- Il permettait une bonne évacuation des eaux des terres basses du nord de Groningue.

Son nom vient du verbe delven, creuser. La ville de Delft possède une étymologie identique. La ville de Delfzijl, à l'embouchure du Delf, signifie écluse sur le Delf.

## Trajet historique
Le premier tronçon du Delf historique, entre Delfzijl et Winneweer correspond à l'actuel Damsterdiep. Le tronçon suivant est à peine reconnaissable : il correspond au Fivel, ancien fleuve qui de nos jours s'est presque entièrement enlisé. À partir de Middelstum, et ce jusqu'à Winsum, le Delf est encore visible, mais sous d'autres noms. D'est en ouest, il s'appelle désormais Huizingermaar, Westerwijtwerdermaar, Boterdiep et Winsumerdiep. À l'ouest de Winsum, le Delf formait un virage vers le sud, vers le village d'Oldenzijl, où elle se jetait dans le Reitdiep.
De là, on pouvait continuer son itinéraire vers Zoutkamp, traverser la Lauwerszee, puis rejoindre Dokkum.
En 1057, l'empereur attribua le droit de tenir un marché et de battre monnaie à Winsum et à Garrelsweer, tous deux situés sur le Delf.

## Source
- (nl) Cet article est partiellement ou en totalité issu de l’article de Wikipédia en néerlandais intitulé « Delf » (voir la liste des auteurs).